# Павловка (Звенигородский район)
Павловка (укр. Павлівка) — село в Звенигородском районе Черкасской области Украины.
Население по переписи 2001 года составляло 114 человек. Занимает площадь 0,64 км². Почтовый индекс — 20242. Телефонный код — 4740.

## Местный совет
20241, Черкасская обл., Звенигородский р-н, с. Богачовка

## История
Было основано в 1813 году помещиком Фундуклеем. Позже перешло во владения семьи Врангелей, где более 7 раз передавалось по наследству. К концу XIX века в селе насчитывалось 80 дворов и 200 десятин земли, большая часть которых была сконцентрирована в руках нескольких крупных владельцев. К 1917 году в селе насчитывалось уже 112 дворов. В 1928 году в селе была организована артель, первыми организаторами которой были Г. Н. Красная, Г. И. Шевченко, Д. Ф. Заховайко, Д. Н. Безверха, П. П. Дьяченко.